# IC 3582
IC 3582 ist eine linsenförmige Galaxie vom Hubble-Typ S0-a? im Sternbild Coma Berenices am Nordsternhimmel, die schätzungsweise 305 Millionen Lichtjahre von der Milchstraße entfernt ist.
Das Objekt wurde am 23. März 1903 von Max Wolf entdeckt.